# Disfida di Pradaglia
La disfida di Pradaglia fu uno scontro cavalleresco tenutosi il 12 giugno 1487 nei pressi di Castel Pradaglia nella Vallagarina, non lontano dalla città di Rovereto, fra un cavaliere italiano, Antonio Maria Sanseverino, e un cavaliere svevo, Johann von Sonnenberg. Dopo un intenso duello la vittoria andò al combattente tedesco.

## Antefatti
Nel 1487, in seguito a pressanti richieste da parte dei nobili trentini, Sigismondo d'Austria, conte del Tirolo, dichiarò guerra alla Repubblica di Venezia, che a quel tempo controllava l'intera Vallagarina, con la città di Rovereto, il porto di Riva del Garda e gran parte della Valsugana. La guerra fu scatenata per ragioni di dazi  e, però,  non portò ad alcun guadagno territoriale, anche se l'obiettivo di Sigismondo era di condurre una rapida guerra che si concludesse con l'annessione dei suddetti tre territori ai domini del Tirolo.
Forte di oltre 3000 soldati, fra cui molti temibili Lanzichenecchi, l'esercito tirolese arrivò il 23 aprile 1487 sotto le mura di Rovereto. Lo comandava il capitano generale Gaudenz von Matsch, mentre i contingenti bavaresi erano capitanati da Alexander Marschall von Pappenheim e da Hans Pinzenauer.

## L'assedio
Immediatamente le truppe tirolesi posero Rovereto sotto assedio, iniziando a erigere terrapieni e bastioni per isolare la roccaforte. Mentre lo scontro si protraeva, continui rinforzi giungevano da nord, portando il numero degli assedianti a quasi 10000 uomini.
Dopo due violentissimi assalti e una sortita, prontamente respinta, la città si ritrovò completamente isolata e priva di rifornimenti. Nel pomeriggio del 30 maggio i difensori furono costretti a capitolare, dopo un mese di resistenza.

## I Veneziani
Nel frattempo, la Repubblica di Venezia si affrettava a radunare il suo esercito per lanciare un contrattacco. Al comando delle truppe fu posto Roberto Sanseverino d'Aragona, un esperto condottiero veterano di numerose battaglie. Questi, resosi conto che il tempo giocava a suo favore, poiché i tirolesi erano già a corto di denaro, si accampò nei pressi di Verona.

## I preparativi
La disfida nacque per iniziativa di Antonio Maria Sanseverino, figlio quartogenito del comandante veneziano, che si trovava nell'accampamento veneziano, dove mal sopportava l'attesa ed era smanioso di combattere. Il 7 giugno egli inviò il suo scudiero a Rovereto, dall'esercito tirolese, con il compito di lanciare una sfida. All'epoca l'evento suscitò gran clamore, poiché duelli di questo genere erano ormai piuttosto rari e di sapore medievale. Comunque la sfida venne accolta e come campione si offrì il conte Johann von Sonnenberg, provveditore di Waldburg nel Württemberg e, secondo alcune dicerie, figlio illegittimo del duca di Baviera. Questi, reputato un valido comandante e un abile guerriero, si era unito all'esercito durante l'assedio di Rovereto.
Dopo che un'apposita commissione ebbe stabilito il luogo dello scontro, la data venne fissata il 12 giugno.

## La disfida
Il giorno stabilito, i due cavalieri, seguiti da una corteo di sessantaquattro cavalieri e otto trombettieri, si recarono sul luogo del torneo. Il duello era diviso in quattro parti, rispettivamente con mazza, lancia, mazza e stocco.
Dopo aver pregato ed essersi omaggiati in segno di rispetto, i contendenti montarono a cavallo. Sanseverino fu il primo a partire alla carica, colpendo Sonnenberg, ma senza riuscire a disarcionarlo. A finire disarcionato fu invece l'italiano, che si risalì immediatamente in groppa sguainando la spada. Non appena anche l'avversario, gettata la lancia, ebbe afferrato la spada, iniziò un intenso duello, al termine del quale, afferrando il destriero nemico per le briglie, Sonnenberg riuscì a ferire Sanseverino ad un braccio. Questi cadde da cavallo, ma la medesima sorte toccò all'avversario, che perse la mazza. A questo punto si passò direttamente al duello con lo stocco, che infuriò violento per qualche minuto. Alla fine Sonnenberg cadde a terra trascinando con sé l'italiano, che rimase incastrato con un braccio sotto l'armatura del tedesco. Rapidissimo, questi puntò lo stocco alla gola del nemico, che si dichiarò sconfitto.

## Conseguenze
Come precedentemente stabilito, lo sconfitto, Antonio Maria da Sanseverino, seguì i tirolesi a Rovereto come ostaggio. Tuttavia venne trattato come un ospite e fu rimandato a Verona il giorno seguente. In segno di cavalleria, Johann von Sonnenberg rifiutò mille ducati di risarcimento (che lo sconfitto avrebbe dovuto pagare) e invece gli fece dono di un prezioso destriero. In cambio Sanseverino gli regalò a sua volta un cavallo e un'armatura da torneo. Quest'ultima venne inviata a Waldburg, dove rimase per alcuni anni, prima di essere regalata al duca di Baviera.